# Carrie Underwood
Carrie Marie Underwood (Muskogee, 10 de Março de 1983) é uma cantora, compositora e musicista norte-americana, vencedora da quarta temporada do programa American Idol, em 2005. No mesmo ano, ela lançou "Inside Your Heaven”, seu single de estreia, tornando-se a única artista country na história a entrar direto em 1º lugar na parada de singles Billboard Hot 100 e a única artista country solo a emplacar uma música em 1º lugar na Hot 100 na década de 2000. Seu álbum de estreia, Some Hearts, também lançado em 2005, foi impulsionado pelo enorme sucesso crossover dos singles "Before He Cheats" e "Jesus, Take the Wheel" e tornou-se o mais vendido álbum de estreia de uma cantora na história da música country, o álbum de estreia de um artista country mais rapidamente vendido na era da Nielsen SoundScan e o álbum country mais vendido dos últimos 20 anos. Ela ganhou três prêmios Grammy pelo álbum, incluindo Artista Revelação.
Seu álbum seguinte, Carnival Ride (2007), é um dos álbuns de artista feminina que mais venderam cópias em semana de lançamento, com meio milhão de cópias vendidas em sete dias, e deu à cantora dois Grammys. Play On (2009), seu terceiro álbum, foi mais um sucesso de vendas, encabeçado pelo single "Cowboy Casanova". Seu quarto álbum, Blown Away, foi o segundo mais vendido álbum de artista feminina lançado em 2012 e deu a ela um Grammy. Em 2014, sua primeira coletânea bateu recordes de venda e ganhou um Grammy. Seu quinto álbum, Storyteller (2015), fez dela a única artista country a ter todos os seus álbuns de estúdio estreando em 1º ou 2º lugar na parada de álbuns Billboard 200. Com seu sexto álbum, Cry Pretty (2018), ela se tornou a única mulher a ter quatro álbuns country em 1º lugar na Billboard 200, e o álbum foi o álbum feminino com a maior semana de vendas de 2018 e o álbum feminino mais vendido do ano.
Com mais de 85 milhões de discos vendidos mundialmente, Underwood é uma das artistas que mais venderam discos. Ela é uma das 15 artistas femininas com mais certificados de vendas de singles digitais, é a cantora country com mais certificados de vendas digitais da história e a mulher com mais músicas em 1º lugar na parada Country Airplay da Billboard. Seus diversos prêmios incluem oito Grammy Awards, 12 Billboard Music Awards, 17 American Music Awards, cinco recordes no Guinness Book e uma estrela na Calçada da Fama de Hollywood. A revista Rolling Stone descreve Underwood como "a cantora de sua geração, em qualquer gênero musical" e a revista Time já a incluiu na lista das Pessoas Mais Influentes do Mundo. A Billboard elegeu Underwood a artista country feminina nº 1 das décadas de 2000 e 2010, e Some Hearts o álbum country nº 1 da década de 2000, enquanto que a revista Pollstar afirma que Underwood já vendeu mais de 4.3 milhões de ingressos com suas turnês, sendo a oitava cantora que mais vendeu ingressos desde o começo do século XXI. A revista Forbes a declarou a vencedora do American Idol mais bem sucedida.

## História
Nascida no Muskogee Regional Medical Center (em Muskogee - Oklahoma/Estados Unidos), foi criada na fazenda de seus pais, em Checotah - Oklahoma/Estados Unidos. É a terceira filha e a mais nova, de Stephen e Carole Underwood. Tem duas irmãs mais velhas, Shanna, nascida em 1970 e Stephanie, em 1973. Cantou no show de talentos do Robbins Memorial, na sua infância. Ela começou a cantar aos três anos de idade em uma igreja  Batista Livre. Em seus 13 anos, em 1996, seu agente tentou um contrato para gravar um álbum na Capitol Records. No entanto, algumas coisas mudaram dentro da gravadora e o disco nunca foi realizado.
Depois de fazer o colegial, em 2001, ela foi para a universidade de Northeastern em Tahlequah, onde se formou em comunicação e jornalismo. Durante dois anos, no verão, fazia performances no show de Northeastern's Downtown Country. Ela também competiu com várias garotas na universidade e foi escolhida como Miss NSU runner-up em 2004.

## American Idol
No verão de 2004, foi a uma audição do mundialmente famoso programa americano de novos talentos, o American Idol, em St. Louis; passou e entrou na competição. Em 22 de março de 2005, cantou o hit dos anos 80 "Alone", de Heart, e o jurado Simon Cowell previu que ela não apenas ganharia o programa, como passaria todos os vencedores do programa. Foi a segunda vencedora que nunca ficou entre os três menos votados.
No dia 25 de maio de 2005, foi coroada a vencedora da quarta temporada do programa, ganhando de Bo Bice.
Underwood retornou diversas vezes ao programa para apresentações. Na sexta temporada, foi para cantar o último single de seu CD Some Hearts, "Wasted". Essa foi a quarta vez que aparecia no programa depois de sua vitória. Também performou no evento Idol Gives Back, cantando "I'll Stand By You", no mesmo evento, Kelly Clarkson e Rascal Flatts fizeram performances. Underwood cantou a mesma música na final, dia 23 de maio de 2007. Na final da sétima temporada do programa, em 2008, cantou seu hit "Last Name". No evento Idol Gives Back de 2010, Carrie cantou sua poderosa balada "Change", sendo aplaudida de pé pela platéia. No American Idol de 2010, Carrie também performou na final, cantando "Undo It". No Final do American Idol 2011, fez um dueto do seu hit "Before He Cheats" com a finalista Lauren Alaina. Após tal performance, "Carrie Underwood" foi o 4º assunto mais comentado (Trending Topics, TTs) no mundo no twitter, atrás apenas de 3 hashtags. No Brasil, Carrie chegou à 2ª posição nos Trending Topics (TTs).

## Carreira

### 2005–2007: Grande estreia e sucesso comSome Hearts

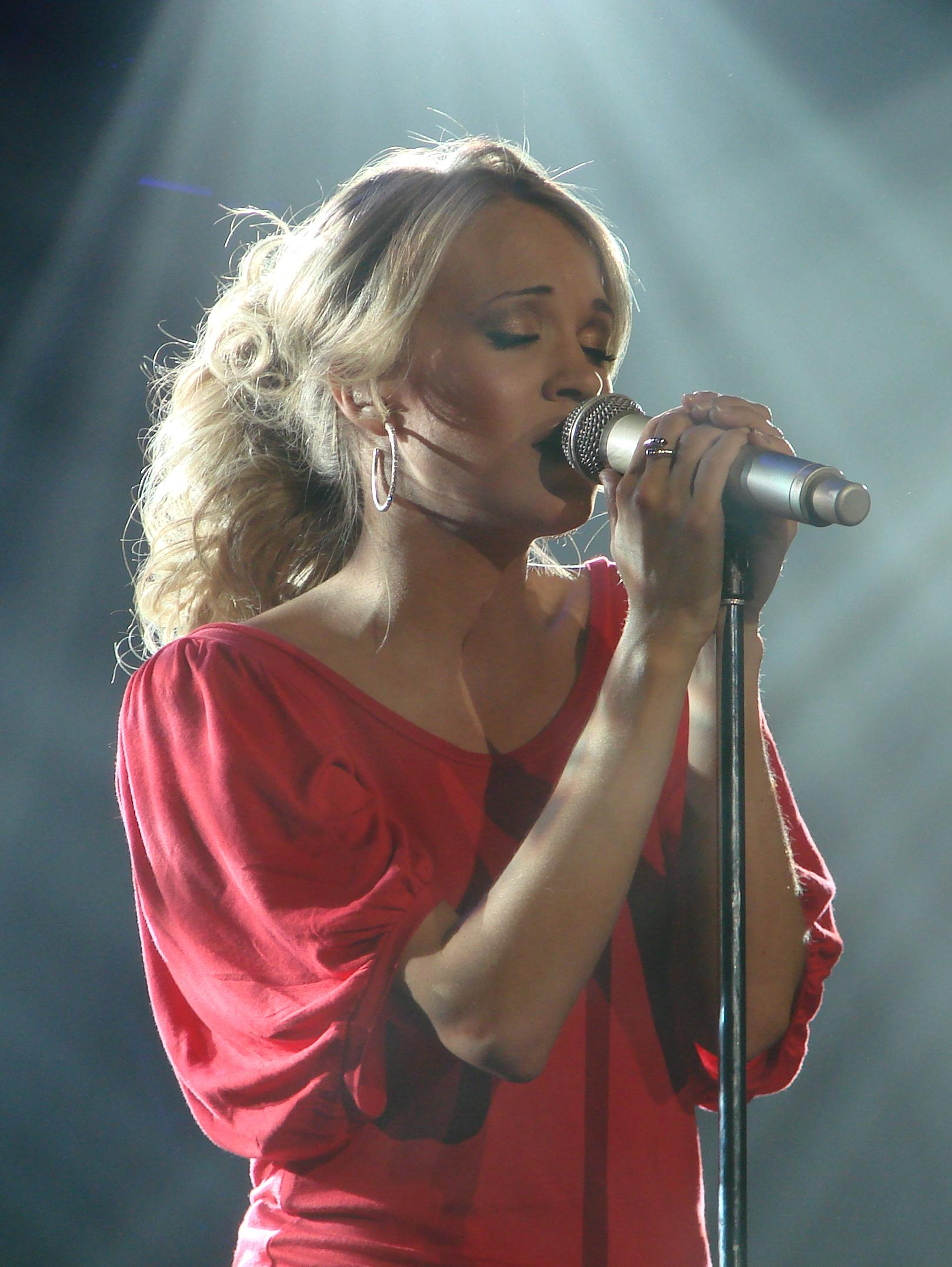
Carrie no World Arena, 2006

O álbum de estreia de Underwood, Some Hearts, foi lançado em Novembro de 2005 e estreou na vice-liderança da Billboard 200, com 315 mil cópias vendidas em uma semana. Já no final de 2007, as vendas do álbum haviam passado de oito milhões de cópias mundialmente, como anunciado pela revista Forbes, com seis milhões de cópias apenas nos EUA, naquela época. Tendo agora mais de 7.5 milhões de cópias vendidas nos EUA, Some Hearts acumula mais de 10 milhões de cópias vendidas no mundo. O álbum se tornou o mais vendido álbum de estreia de uma cantora na história da Música Country, o álbum de estreia de um artista country mais rapidamente vendido durante a era da Nielsen SoundScan, o álbum de um vencedor do American Idol mais vendido nos EUA e o álbum country mais vendido dos últimos 14 anos. O álbum foi certificado 8 vezes Platina pela RIAA nos Estados Unidos - a maior certificação dada a um álbum de artista country que começou a carreira nos anos 2000. "Inside Your Heaven", a primeira música da carreira de Underwood, estreou em 1º lugar da Billboard Hot 100, tornando-se a única música de um artista country solo a atingir o topo da parada na década de 2000. "Inside Your Heaven" também fez de Underwood a primeira e única artista country a estrear em #1 na Hot 100. O álbum também inclui as multi-platinadas músicas "Jesus, Take The Wheel", "Wasted" e "Before He Cheats"; todas chegaram à 1ª posição da parada Hot Country Songs da Billboard. Na Billboard Hot 100, "Before He Cheats" chegou à 8ª posição, "Jesus, Take The Wheel" chegou ao Top 20 e "Wasted" entrou no Top 40. Em dezembro de 2009, Some Hearts foi eleito pela Billboard o Álbum Country Mais Vendido da Década.
A primeira turnê de Underwood, chamada "Carrie Underwood: Live 2006", durou oito meses e percorreu toda a América do Norte. De acordo com a revista Forbes, Underwood ganhou $7 milhões de dólares entre 2006 e 2007.
A cantora ganhou três prêmios Grammy, incluindo o de Artista Revelação (Best New Artist). Ela também ganhou um total de oito prêmios no Billboard Music Awards (três em 2005 e cinco em 2006), incluindo Álbum do Ano e Artista Feminina da Billboard 200. Ela ganhou quatro prêmios no American Music Awards (um em 2006 e três em 2007), incluindo Artista do Ano. Fora esses prêmios, a cantora ganhou cinco prêmios da Academia de Música Country (ACM Awards), dois em 2006 e três em 2007, incluindo Álbum do Ano, além de quatro prêmios da Associação de Música Country (CMA Awards), dois em 2006 e dois em 2007.

### 2007–2009: Continuação do sucesso e da aclamação comCarnival Ride

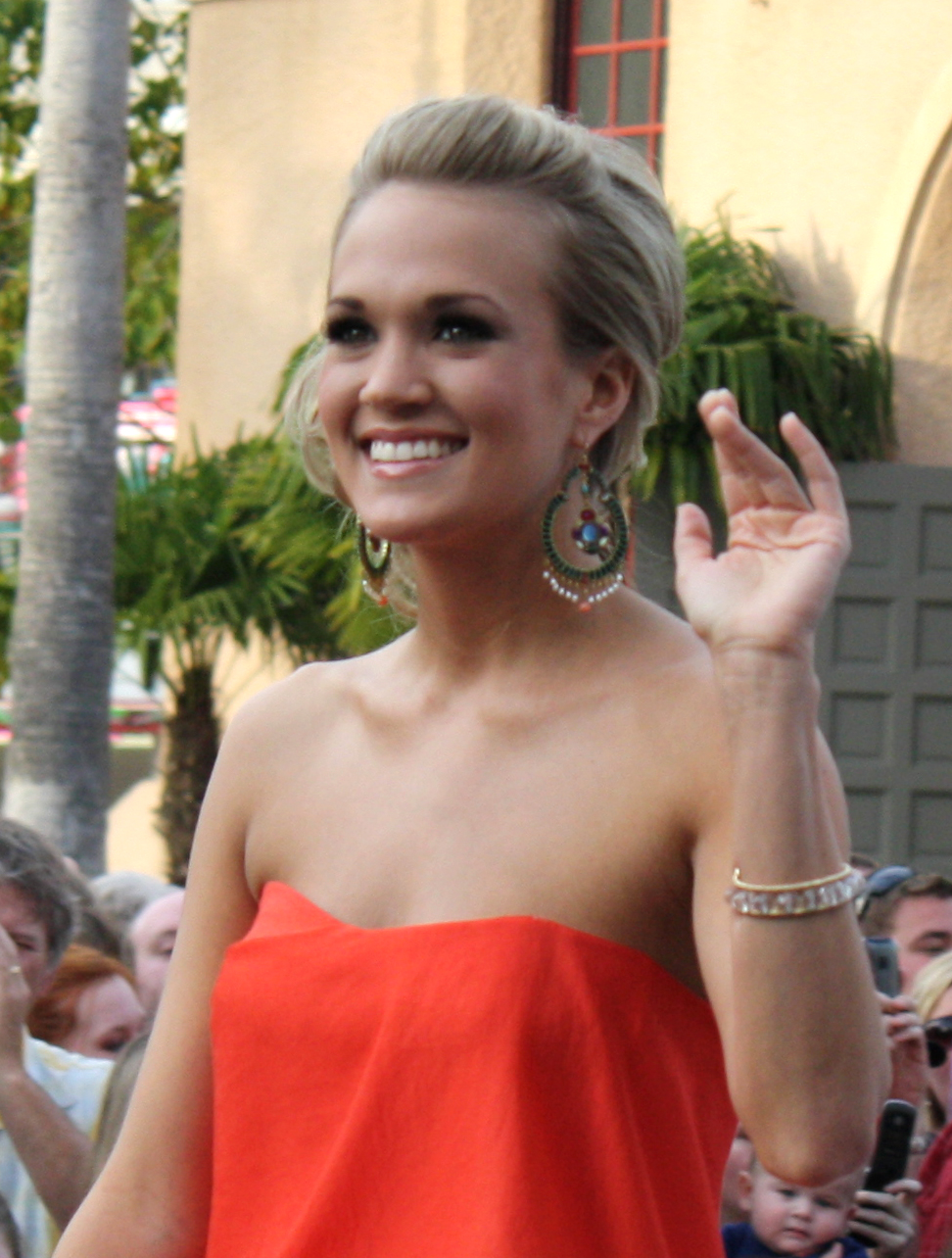
Carrie no American Idol Experience, 2009

Em outubro de 2007, a cantora lançou seu segundo álbum, intitulado Carnival Ride, que já vendeu mais 4 milhões de cópias no mundo. O álbum estreou em 1º lugar na parada Billboard 200, vendendo mais de 530 mil cópias vendidas na primeira semana, dando à cantora uma das maiores vendas em uma semana por uma cantora. Todos os quatro primeiros singles do álbum - "So Small", "Last Name", "All-American Girl" e "Just A Dream" - foram #1 na Hot Country Songs da Billboard, fazendo de Carrie a primeira cantora a ter quatro músicas de um mesmo álbum a chegar à 1ª posição na parada Hot Country Songs, desde que Shania Twain fez o mesmo em 1999. Na Billboard Hot 100, "So Small" e "Last Name" foram Top 20, "All-American Girl" e "Just A Dream" foram Top 30. O quinto single do álbum, "I Told You So", foi top 10 na Billboard Hot 100. Em 2008, Underwood gravou com outras cantoras a música "Just Stand Up!", para o programa de caridade Stand Up to Cancer. Carnival Ride foi certificado 4 vezes Platina nos Estados Unidos.
Em suporte ao álbum, Underwood fez uma grande turnê, chamada "The Carnival Ride Tour", que durou mais de um ano. A turnê teve uma audiência de mais de 1.2 milhão de fãs no mundo, fazendo da cantora a artista country feminina com a turnê mais bem-sucedida de 2008. A revista Forbes anunciou que a cantora ganhou $9 milhões de dólares entre 2007-2008 e $14 milhões entre 2008-2009.
Por este álbum, a cantora ganhou dois prêmios Grammy, três prêmios da Academia de Música Country (ACM Awards), um prêmio da Associação de Música Country (CMA Awards) e um no American Music Awards.

### 2009–2011:Play One colaborações com outros artistas

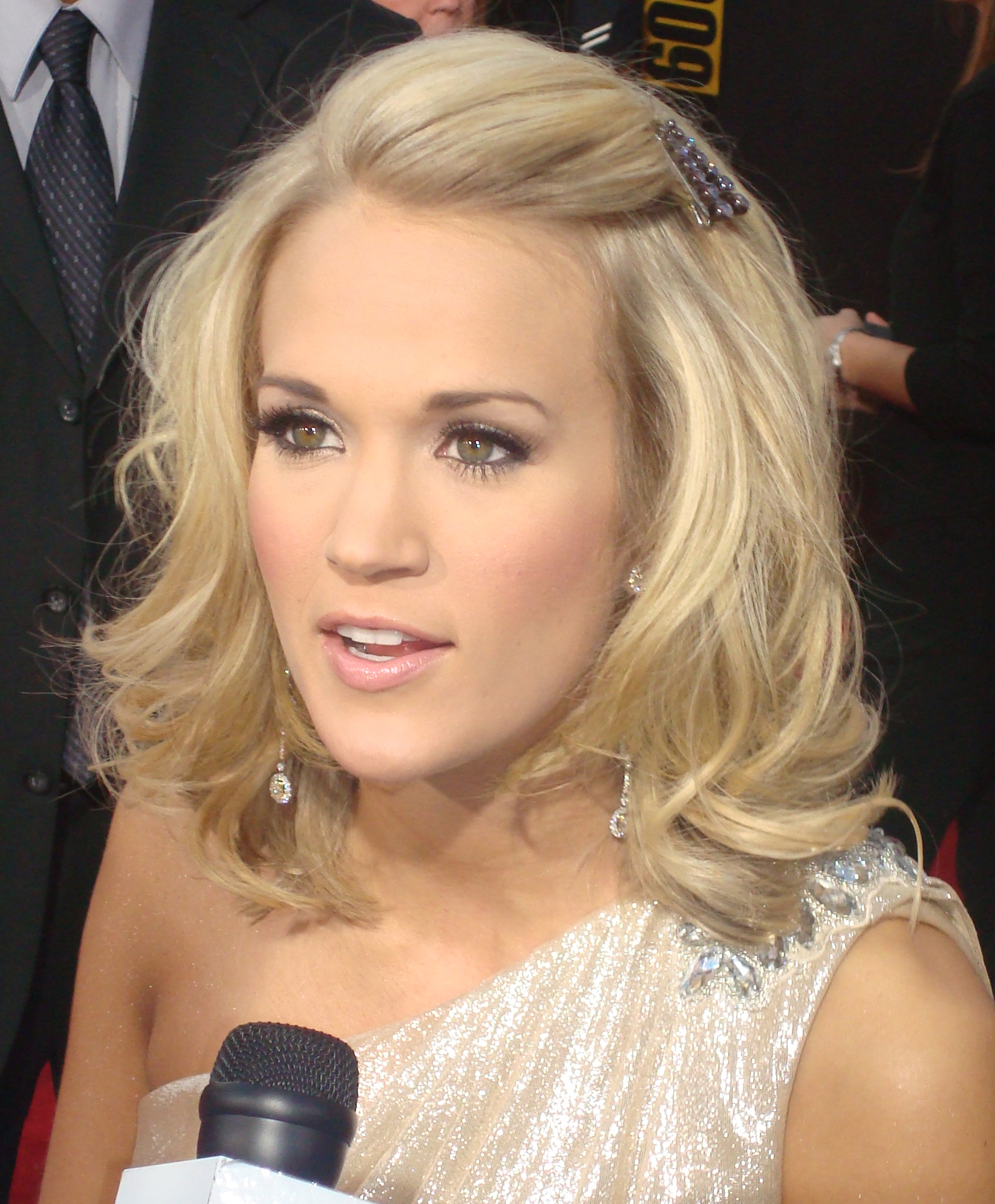
Carrie no American Music Awards, 2009.

O terceiro álbum de Underwood, Play On, foi lançado em Novembro de 2009 e já vendeu cerca de três milhões de cópias no mundo. O álbum estreou em 1º lugar na Billboard 200, vendendo mais de 318 mil cópias na primeira semana, se tornando, naquele momento, o lançamento mais vendido de 2009 por uma cantora, mas foi superado pelo lançamento de Susan Boyle poucos meses depois, finalizando 2009 como o segundo mais vendido. O primeiro single do álbum, "Cowboy Casanova", pulou da 96ª posição para nº 11 na Billboard Hot 100, obtendo um dos maiores saltos na história da Hot 100, e atingiu a 1ª posição na Hot Country Songs. "Undo It" e "Temporary Home" foram os singles seguintes e também alcançaram o 1º lugar na Hot Country Songs. O álbum foi certificado Platina Tripla pela RIAA.
Underwood fez uma turnê para promover o álbum, que recebeu o nome de "The Play On Tour" e atraiu mais de 1 milhão de fãs em seu um ano de duração, dando mais uma vez à cantora o título de artista country feminina com a turnê mais bem-sucedida do ano. De acordo com a revista Forbes, Underwood ganhou $13 milhões de dólares entre 2009-2010, $20 milhões entre 2010-2011 e $5 milhões entre 2011-2012.
Durante este período, a cantora fez parcerias musicais com Tony Bennett, na música "It Had To Be You" (para o álbum Duets II do cantor), Steven Tyler do Aerosmith, durante o ACM Awards 2011 (onde cantaram "Walk This Way", sucesso da banda, e "Undo It", da cantora), além de uma parceria com Brad Paisley na música "Remind Me", que deu à cantora seu 11º #1 na Hot Country Songs da Billboard, e uma parceria com Randy Travis.
A cantora foi indicada a muitos prêmios pelo álbum, incluindo dois Grammys e vários prêmios da Academia de Música Country (ACM Awards) e Associação de Música Country (CMA Awards). Ela ganhou um American Music Award e dois ACM Awards.

### 2012–2013:Blown Away

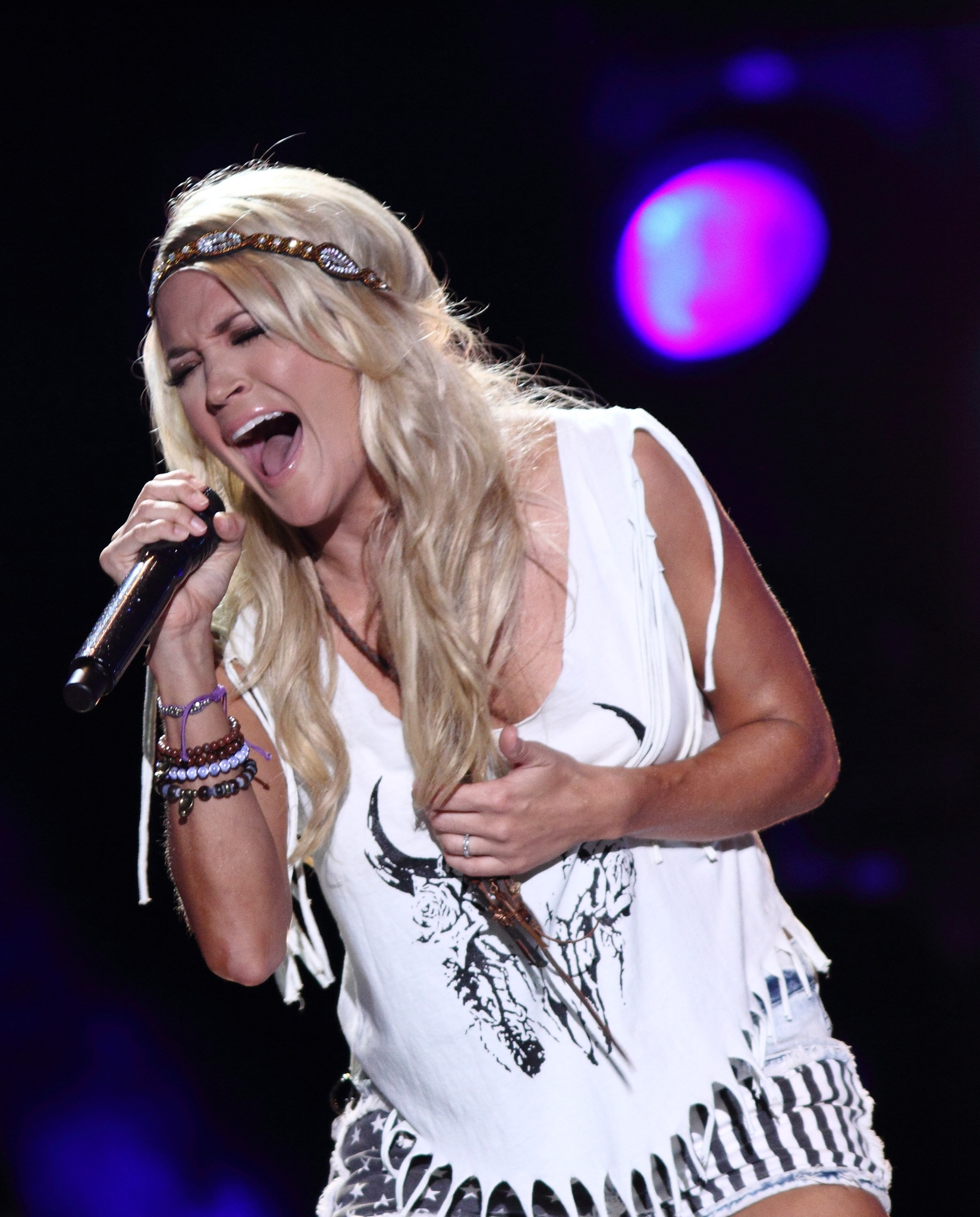
Carrie no CMA Music Fest 2013

Seu quarto álbum, Blown Away, foi lançado em Maio de 2012 e já vendeu mais de 2.2 milhões de cópias no mundo O álbum estreou em 1º lugar na Billboard 200, vendendo mais de 270 mil cópias em sete dias. Blown Away finalizou 2012 como o sétimo álbum mais vendido do ano e o segundo lançamento mais vendido de 2012 por uma cantora. Foram lançados quatro singles deste álbum: "Good Girl", "Blown Away", "Two Black Cadillacs" e "See You Again". Os dois primeiros foram Top 20 na Billboard Hot 100 e 1º lugar nas paradas country, e os outros dois foram Top 2 nas paradas country. No final de 2012, a cantora gravou uma música com o Aerosmith chamada "Can't Stop Lovin' You", que foi incluída no álbum Music from Another Dimension!, lançado em Novembro de 2012. Blown Away foi certificado Platina Tripla pela RIAA.
Para promover o álbum, Underwood fez uma turnê pelo mundo, intitulada "The Blown Away Tour", que durou mais de um ano e passou pela Austrália, Europa e América do Norte. A turnê teve uma audiência de mais de 1 milhão de fãs no mundo, dando à cantora, pela terceira vez, o título de artista country feminina com a turnê mais bem-sucedida  do ano.
A cantora ganhou um prêmio Grammy (o sexto Grammy de sua carreira) e um American Music Award pelo álbum, além de ter sido indicada a muitos prêmios da Academia de Música Country (ACM Awards) e da Associação de Música Country (CMA Awards).
No dia 22 de setembro de 2012, a cantora se envolveu numa polêmica, após beijar um fã de 12 anos durante um show em Louisville, no estado do Kentucky.  
De acordo com a revista Forbes, Underwood ganhou $31 milhões de dólares entre 2012-2013, o que a colocou na lista das Mulheres Mais Bem Pagas na Música. Ela ganhou $10 milhões de dólares entre 2013-2014, de acordo com a Forbes. Somando tudo o que Underwood já ganhou durante a carreira, sua fortuna está avaliada em mais de $110 milhões de dólares, com $83 milhões sendo arrecados nos últimos cinco anos, fazendo dela a vencedora do American Idol mais rica de todos os tempos.
Desde 2013, ela é a voz da música "Waiting All Day For Sunday Night", do programa dominical de futebol americano da NFL, Sunday Night Football.

### 2014–2015:Greatest Hits: Decade #1

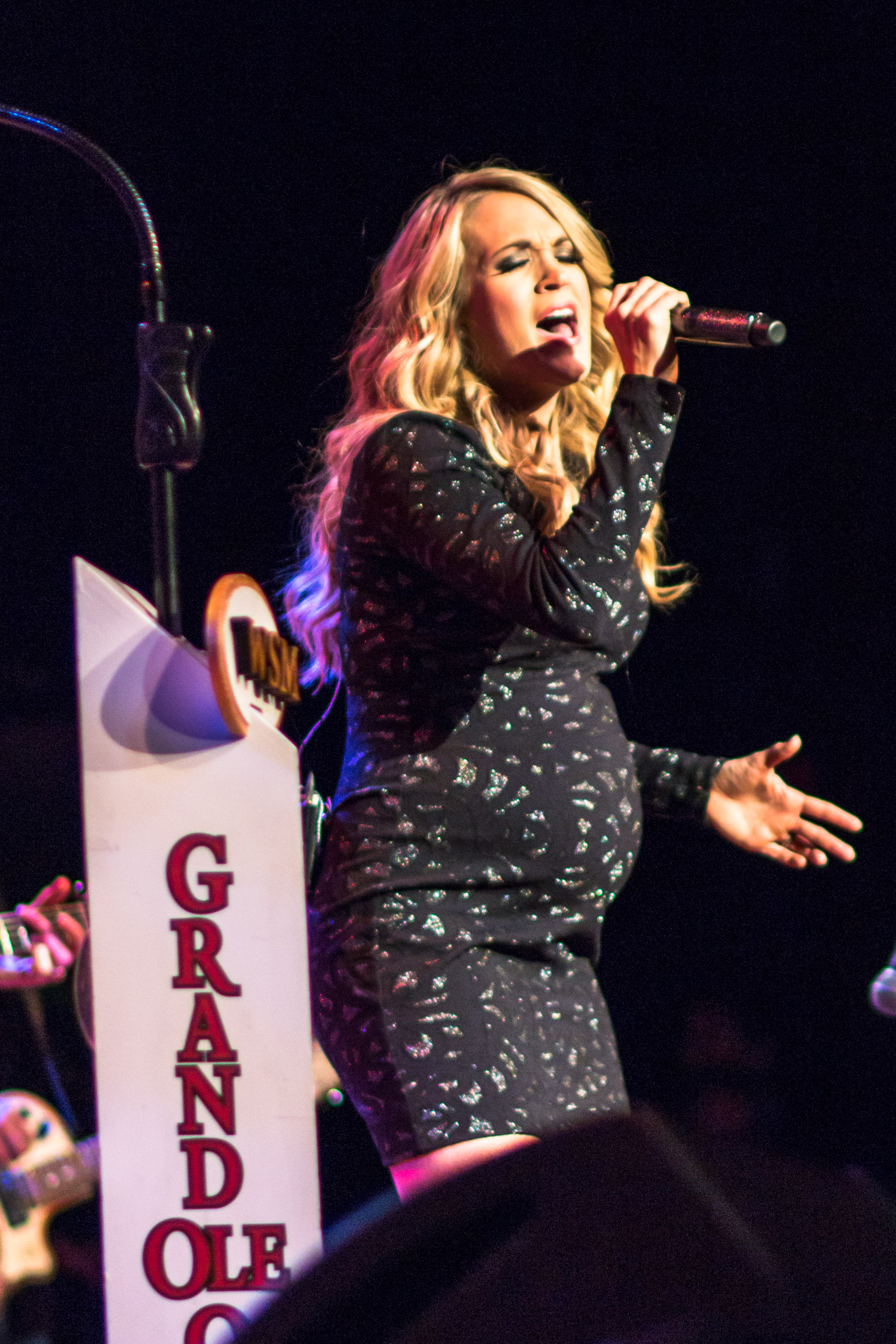
Carrie, grávida, no Grand Ole Opry; 2014

No começo de 2014, Underwood fez uma parceria com a cantora country Miranda Lambert, na música "Somethin' Bad". A música tornou-se a 13ª música de Underwood a ser #1 na parada Hot Country Songs da Billboard e também entrou no top 20 da Hot 100. Além disso, ela já vinha falando que estava trabalhando em material para seu 5º álbum de inéditas. Porém, no final de Setembro de 2014, Underwood anunciou o lançamento de sua primeira coletânea de sucessos, intitulada Greatest Hits: Decade #1, para comemorar os primeiros 10 anos de sua carreira. No mesmo dia, ela anunciou o primeiro single da coletânea, "Something In The Water". A música se tornou seu 14º #1 na Hot Country Songs da Billboard, posição que manteve por sete semanas, tornando-se o mais longo #1 de sua carreira. O segundo single da coletânea, "Little Toy Guns", alcançou o 1º lugar nas rádios country, chegando ao topo da parada Mediabase Country Airplay.
Greatest Hits: Decade #1 vendeu mais cópias na semana de lançamento que qualquer outra coletânea de qualquer artista em mais de seis anos e mais cópias que qualquer coletânea de uma artista feminina em mais de nove anos. A coletânea recebeu certificado de Platina nos Estados Unidos por mais um milhão de cópias comercializadas.
Em 2014, ela ganhou um prêmio American Music Award, marcando o oitavo AMA de sua carreira. Ela também ganhou um Billboard Music Award em 2014, ganhando o prêmio Milestone Award (a primeira mulher a ganhar), por seu sucesso único nas paradas musicais.
Em 2015, ela ganhou um prêmio Grammy por "Something in the Water", seu sétimo Grammy. Underwood também ganhou um Billboard Music Award pela música, em 2015. A cantora ganhou seu nono American Music Award em 2015, ganhando na categoria Favorite Female Country Artist.

### 2015–atualmente:Storyteller, mudança de gravadora eCry Pretty

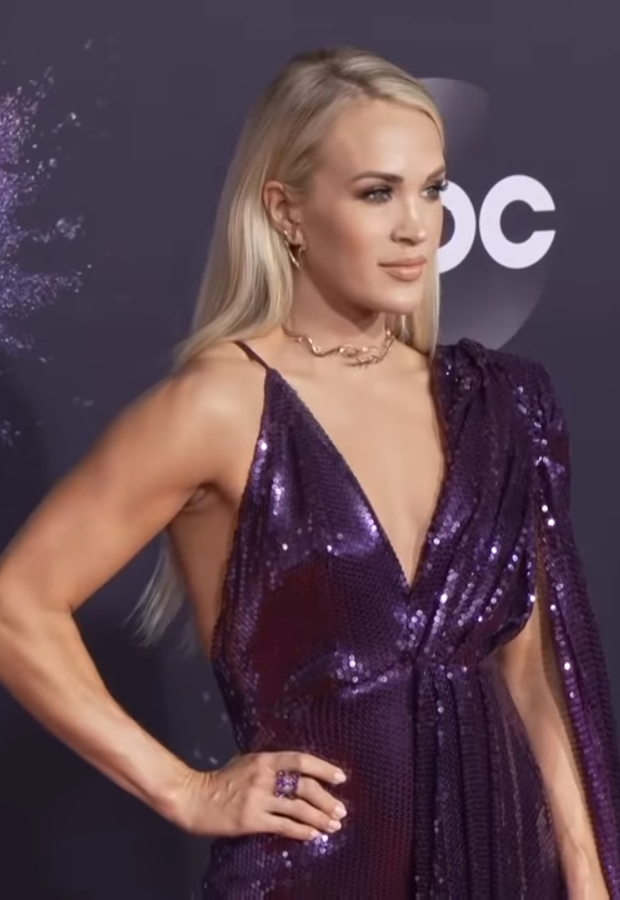
Carrie no American Music Awards 2019

No dia 20 de agosto de 2015, Underwood participou de um chat com seus fãs em sua página no Facebook, onde anunciou seu quinto álbum de estúdio para 23 de Outubro de 2015, com o título Storyteller. O primeiro single do projeto, "Smoke Break", uma canção com forte influência do Rock, foi lançado à meia-noite do dia 21 de agosto. A canção quebrou o recorde histórico de maior adesão de uma música nas rádios country em uma semana, e tornou-se a música country mais escutada e executada nos Estados Unidos em meados de novembro, atingindo o topo das paradas country. "Smoke Break" também atingiu o topo das paradas country na Austrália e no Canadá. O segundo single do álbum, "Heartbeat", foi lançado em novembro e também alcançou o topo das rádios country nos Estados Unidos, dando a Underwood seu 14º single #1 na parada Country Airplay da Billboard. "Church Bells", o terceiro single, tornou-se o 15º single nº 1 da cantora na parada Country Airplay da Billboard, estendendo seu recorde de cantora com mais músicas #1 na história da Country Airplay. O quarto single, "Dirty Laundry", foi lançado em agosto.
Storyteller estreou na vice-liderança da parada americana Billboard 200, com Underwood tornando-se a única artista country na história a ter todos os seus cinco primeiros álbuns de estúdio estreando em 1º ou segundo lugar em tal parada. O álbum também estreou em 1º lugar na parada Top Country Albums, fazendo da cantora a única artista na história a ter seis álbuns (incluindo coletânea) em 1º lugar na parada. Storyteller foi certificado Platina nos EUA e acumula mais de um milhão de cópias vendidas mundialmente. Pelo álbum, Underwood foi indicada a um Grammy Award e ganhou um Billboard Music Award e três American Music Awards, trazendo seu total de AMAs para 12. Ela também ganhou dois prêmios da Associação de Música Country (CMA Awards).
Em suporte ao álbum, a cantora lançou sua quinta turnê solo, The Storyteller Tour: Stories in the Round, em Janeiro de 2016, cujo palco redondo era instalado no meio da arena, dando o efeito de "360º graus", de modo que todo o público presente pudesse ver a cantora. Durando quase um ano, a turnê percorreu sete países, em um total de quase 100 shows, com mais de 1 milhão de ingressos vendidos. Em julho, a revista Billboard já havia elegido a turnê como a turnê country mais bem-sucedida da primeira metade de 2016.
No dia 28 de março de 2017, Underwood anunciou que havia assinado contrato com a Universal Music e deixado a gravadora Sony Music após 12 anos. Em janeiro de 2018, a cantora lançou a música "The Champion", em parceria com o rapper Ludacris, escrita especialmente para o Super Bowl 2018 e as Olimpíadas de Inverno de 2018. A canção foi um sucesso, estreando em 1º lugar na parada Digital Songs Sales da Billboard.
Em 11 de abril de 2018, ela lançou o novo single, "Cry Pretty", e anunciou, no dia 13 do mesmo mês, o novo álbum com o mesmo nome da música. Cry Pretty estreou em 1º lugar na Billboard 200, com mais de 266 mil cópias na primeira semana, com Underwood se tornando a única mulher a ter quatro álbuns country estreando em 1º lugar na parada, e o álbum se tornando o álbum feminino com a maior semana de vendas de 2018. Cry Pretty terminou 2018 como o álbum feminino mais vendido do ano e o 7º álbum mais vendido no geral. Pouco tempo depois, o álbum ganhou certificado de Platina nos EUA.
Underwood ganhou seu 11º Billboard Music Award em 2019 e seu 13º American Music Award em 2018. Ela ganhou dois American Music Awards em 2019, trazendo seu total de vitórias na premiação para 15, tornando-se a cantora country com mais troféus nessa premiação e a 3ª cantora (todos os gêneros) mais premiada.
Em suporte ao álbum, Underwood começou uma turnê em arenas pelo mundo, intitulada Cry Pretty Tour 360. Assim como em sua turnê anterior, os shows acontecem em um palco redondo no meio da arena, em "360º graus". Visando dar apoio às mulheres da música country, Underwood convidou para abrirem seus shows a dupla feminina Maddie & Tae e o grupo feminino Runaway June. A turnê tornou-se um enorme sucesso de público e crítica, com a revista Billboard prevendo, em julho de 2019, que a turnê terminará como a mais bem sucedida da carreira de Underwood e uma das maiores de 2019.

## Características musicais

### Voz
Com uma voz considerada soprano, Underwood vem sendo aclamada por seus talentos vocais desde o começo da carreira. David Wild, da revista Rolling Stone, elogia sua voz, dizendo que "ela alcança qualquer nota". Seu alcande vocal é descrito como "enorme", com críticos exaltando sua habilidade de segurar notas por um longo período de tempo. A revista Billboard descreve sua habilidade vocal como "assustadora". Críticos de turnês apontam que "ela vai soltar uma longa e improvável nota que tem mais oitavas que você pensou que existisse". A voz de Underwood também já foi elogiada como "versátil". Ela de fato já cantou ao vivo músicas Gospel como "How Great Thou Art", em uma performance em que os críticos do Yahoo! notaram a habilidade da cantora de emocionar uma platéia como uma "poderosa performance", e clássicos do Rock como "Paradise City" do grupo Guns N' Roses, com a revista Rolling Stone dizendo que foi uma "performance excelente" e que "se um dia os membros originais do Guns N' Roses quiserem se reunir sem Axl Rose, eles serão espertos em convidar Carrie Underwood para usar sua bandana"

### Influências
Underwood diz que sua maior influência foi a "música como um todo", dizendo "eu cresci ouvindo música e havia diferentes tipos de canções vindo em minha direção por todos os cantos". No entanto, em algumas ocasiões, ela mencionou artistas de Rock como as bandas Queen e Rolling Stones, George Michael e My Chemical Romance como influências. Entre artistas Country, a cantora cita como influência Dolly Parton, George Strait, Randy Travis, Martina McBride, Reba McEntire e Garth Brooks. Embora nunca tendo mencionado publicamente Faith Hill e Shania Twain como influências musicais, críticos já compararam o estilo musical de Underwood aos de Hill e Twain. Sua música é classificada como Country Pop com influências de Rock. Ela também já gravou canções com influências da música cristã.

## Prêmios e indicações
Carrie Underwood já ganhou diversos prêmios durante a carreira, incluindo oito Grammys, 12 Billboard Music Awards, 17 American Music Awards, 16 Academy of Country Music (ACM) Awards, nove People's Choice Awards e 9 Country Music Association (CMA) Awards.

### Grammy Awards
No dia 11 de fevereiro de 2007, na cerimônia do 49º Grammy Awards, Underwood ganhou dois prêmios, e tornou-se a segunda artista Country na história da premiação a ganhar o Grammy de Artista Revelação e a primeira em 10 anos; a última e primeira a ganhar havia sido LeAnn Rimes, em 1997. Durante o evento, ela cantou a música "Desperado", em homenagem a Don Henley da banda The Eagles, "San Antonio Rose" e "Life In The Fast Lane", com a banda Rascal Flatts. No 50º Grammy Awards, em 10 de fevereiro de 2008, Underwood ganhou um prêmio e performou seu hit "Before He Cheats".
Em 8 de fevereiro de 2009, no 51º Grammy Awards, ao ganhar pela terceira vez consecutiva o Grammy de Best Female Country Vocal Performance, ela tornou-se a segunda mulher com mais vitórias na categoria e a 2ª mulher que mais ganhou consecutivamente; ambos os records são de Mary Chapin Carpenter, com 4. No evento, cantou "Last Name" em parceria com a guitarrista e cantora Orianthi.
No 52º Grammy Awards, em 31 de janeiro de 2010, Underwood ganhou um prêmio e juntou-se à Celine Dion, Usher, Jennifer Hudson e Smokey Robinson na homenagem em 3D a Michael Jackson, cantando a música "Earth Song". O produtor do Grammy, Ken Ehrlich, disse que Michael Jackson "admirava demais Carrie Underwood", levando-o a convidá-la para tal homenagem.
Na edição de 2012 do Grammy Awards, a cantora se apresentou com Tony Bennett no evento, cantando o dueto deles em "It Had To Be You". Em fevereiro de 2013, no 55º Grammy Awards, ganhou um prêmio e performou no evento, fazendo um medley com os hits "Blown Away" e "Two Black Cadillacs".
Na edição de 2015, Underwood ganhou seu sétimo Grammy, mas não pôde comparecer à cerimônia devido a sua gravidez. Na edição de 2016 do Grammy Awards, ela performou sua música "Heartbeat" com o cantor Sam Hunt em um medley com "Take Your Time", do cantor. Na cerimônia do Grammy de 2017, a cantora estreou "The Fighter", seu dueto com cantor Keith Urban.
Em abril de 2022, a cantora ganhou seu oitavo Grammy Award, na categoria Best Roots Gospel Album, pelo projeto de regravações de música gospel My Savior. Na cerimônia, ela estreou seu novo single, “Ghost Story”.

## Recordes e legado

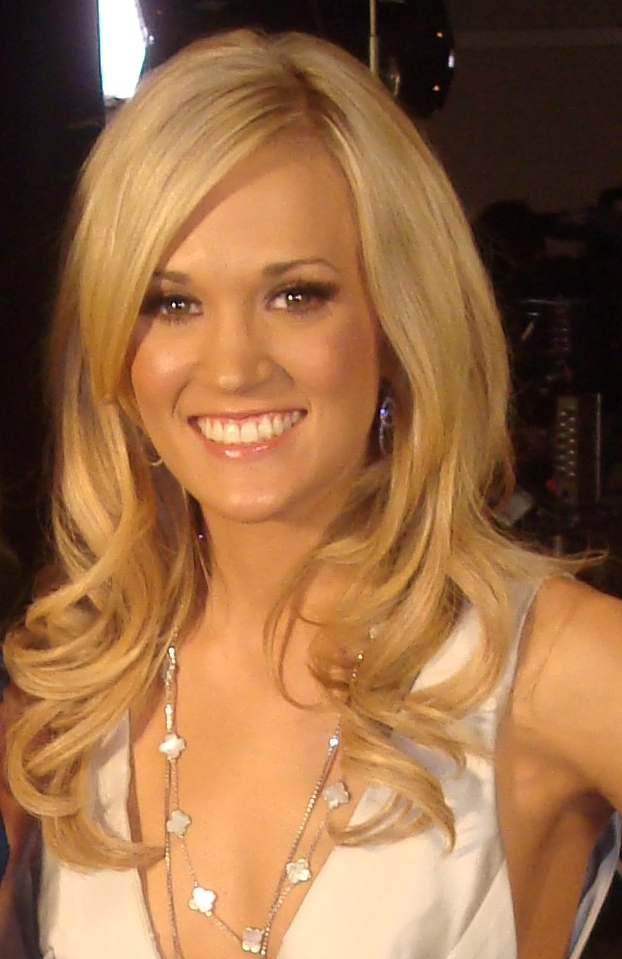
Carrie no Academy of Country Music Awards em 2010.

Underwood é a quinta cantora (todos os gêneros) com mais certificações de vendas digitais na história, tendo mais de 41.5 milhões de singles vendidos só nos EUA. Ela é também a artista country com mais certificações de vendas de álbuns no século XXI. Com sua primeira música lançada, Underwood se tornou a única artista country solo a ter um hit em 1º lugar na Billboard Hot 100 (todos os gêneros) na década de 2000 e a primeira artista country na história a estrear uma música em 1º lugar na parada musical. Underwood é a mulher com mais músicas em 1º lugar na história da parada Country Airplay da Billboard, com 15 #1s. Com 14 músicas em 1º lugar na Billboard Hot Country Songs, Underwood é a artista country feminina com mais hits em 1º lugar em tal parada, entre 1991 e agora (era da Nielsen SoundScan), quebrando seu próprio recorde de 10 #1's listado no Guinness Book em 2010. Ela é, também, a primeira mulher a ter seus todos os seus singles no Top 2 das paradas Country. Some Hearts, seu álbum de estreia, se tornou o mais vendido álbum de estreia de uma cantora na história da Música Country, o álbum de estreia de um artista country mais rapidamente vendido durante a era da Nielsen SoundScan, o álbum de um vencedor do American Idol mais vendido nos EUA e o álbum country mais vendido dos últimos 14 anos. O álbum também foi eleito o Álbum Country da Década pela Billboard.  Ela também é a única mulher a aparecer no Top 10 da lista dos Melhores Artistas Country da Década de 2000, ao ficar em #10 na lista feita pela Billboard. A cantora foi novamente eleita pela Billboard a artista country feminina da década, dessa vez, da década de 2010. A revista Pollstar, especialista em turnês, afirma que Underwood já vendeu mais de 4.3 milhões de ingressos com suas turnês, sendo a oitava cantora que mais vendeu ingressos desde o começo do século XXI. Suas turnês já arrecadaram mais de $265 milhões de dólare
A revista Rolling Stone descreve Underwood como "a cantora de sua geração, em qualquer gênero musical". A revista Time já a incluiu na lista das Pessoas Mais Influntes do mundo, colocando-a na categoria "ícones". Nos Estados Unidos, ela já vendeu em torno de 60 milhões de discos (20 milhões de álbuns e 40 milhões de singles) Mundialmente, ela já vendeu um total de mais de 70 milhões de discos, fazendo dela uma das artistas que mais venderam discos na história.  A cantora tem uma fortuna estimada em mais de $200 milhões de dólares. Ela também está na Lista de recordistas de vendas de discos nos Estados Unidos, segundo a RIAA.  A revista Forbes declarou Underwood a vencedora do American Idol mais bem sucedida. Underwood ganhou sua Estrela na Calçada da Fama de Hollywood no dia 20 de setembro de 2018.
No dia 18 de Abril de 2010, aconteceu o 45º Academy Of Country Music (ACM) Awards, a mais importante premiação da música Country. Underwood estava indicada em 6 categorias, dentre elas, a mais importante da noite: Entertainer of the Year. Performou o single "Temporary Home", sendo aplaudida de pé, e ganhou um prêmio especial, o Triple Crown Award. Além disso, levou o mais importante prêmio da noite, o Entertainer of the Year, pela segunda vez consecutiva, tornando-se a primeira mulher na história a ganhar Entertainer Of The Year duas vezes. Em 2009, também havia levado Entertainer of the Year, tornando-se a primeira mulher a levar o troféu em 10 Anos. A última a receber esse prêmio havia sido Shania Twain, em 1999. Underwood é ganhadora de 14 ACM Awards.

## Outros trabalhos

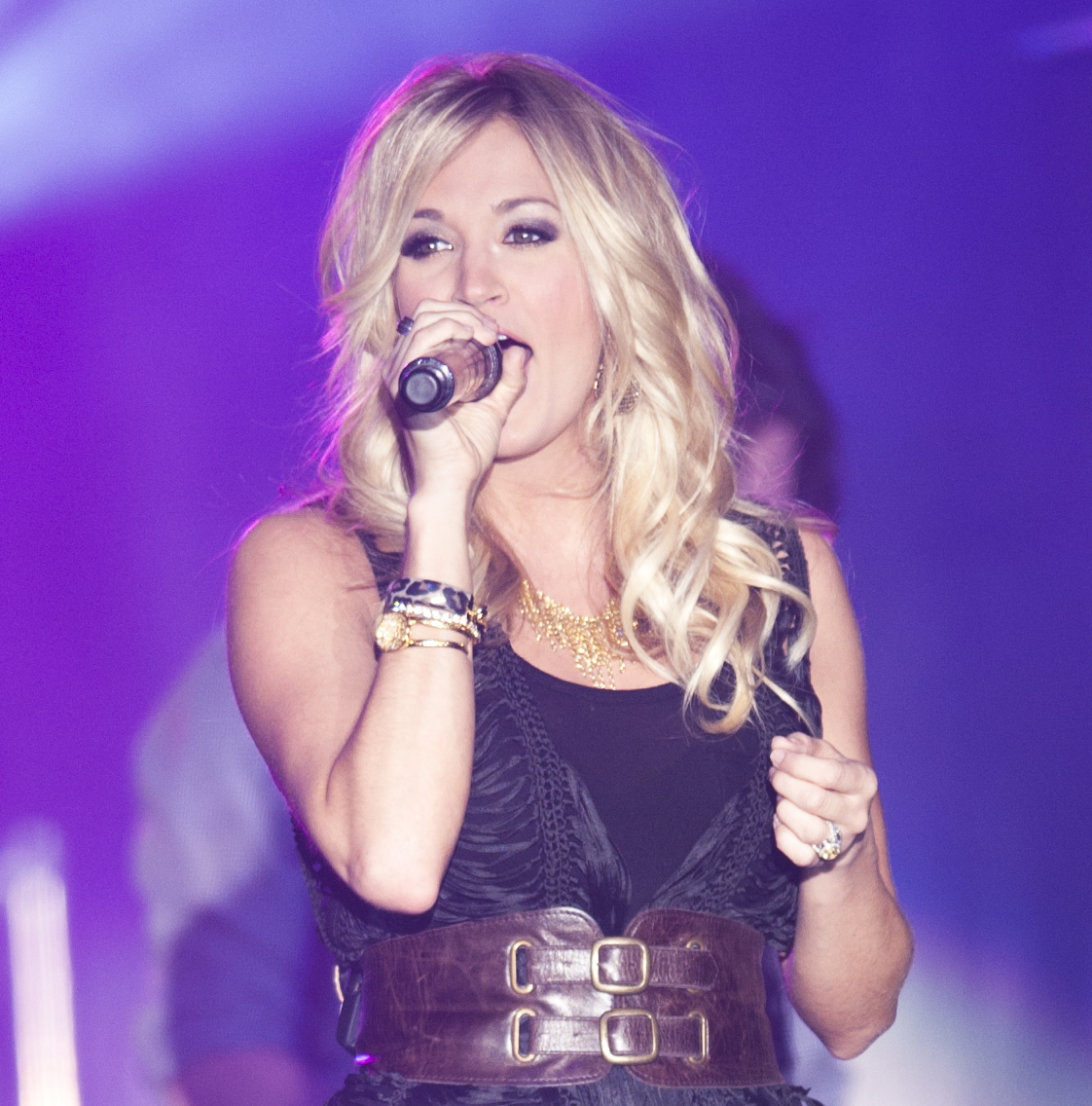
Carrie performando na Academia Naval dos Estados Unidos, 2011.

Em 2007, Carrie gravou a música-tema do filme dos estúdios de Walt Disney Encantada, chamada "Ever Ever After". Em 2010, Underwood co-escreveu e gravou a música-tema para o 3º filme da série As Crônicas de Nárnia, A Viagem do Peregrino da Alvorada. A música se chama "There's A Place For Us" e foi lançada dia 16 de novembro de 2010. No Globo de Ouro 2011, Underwood e os dois outros compositores de "There's A Place For Us" foram indicados na categoria "Melhor Canção Original" pela música.
Desde que estourou no mundo da música, Underwood vinha recebendo propostas para atuar em filmes lançados no cinema. Mas foi o roteiro com a história da surfista americana Bethany Hamilton que chamou a atenção da cantora: Soul Surfer - Coragem de Viver é o filme de estreia de Carrie Underwood. Baseado no livro escrito pela surfista Bethany Hamilton, o filme conta a história de superação e perseverança de Bathany, uma surfista promissora que, durante um treino matinal, foi atacada por um tubarão e perdeu o braço esquerdo, porém superou todos os obstáculos e tornou-se uma das maiores surfistas da atualidade. Underwood interpreta Sarah Hill, uma das melhores amigas de Bethany.
No elenco do filme: AnnaSophia Robb (como Bethany), a ganhadora do Oscar Helen Hunt (como mãe de Bethany), Dennis Quaid (como pai), Jeremy Sumpter, Kevin Sorbo e Lorraine Nicholson.
O filme estreou dia 8 de abril de 2011 e teve sua pré-estreia uma semana antes, dia 31 de março.
Já na televisão, Underwood estreou em março de 2010, fazendo uma participação especial na 5ª temporada da série de televisão americana How I Met Your Mother. Carrie viveu a representante comercial farmacêutica "Tiffany" no episódio "Hooked", que teve a 2ª maior audiência da temporada.
Em fevereiro de 2010, Underwood havia dublado "Carrie Underworm", uma personagem baseada nela mesma, em um episódio especial da clássica série de TV Vila Sésamo.
Em dezembro de 2012, foi anunciado que Underwood seria a protagonista da adaptação para a televisão de A Noviça Rebelde. Ela interpretou Maria von Trapp, papel imortalizado por Julie Andrews na versão para o cinema, de 1965. Essa adaptação/musical para a televisão foi exibida ao vivo, e recebeu o nome de A Noviça Rebelde Ao Vivo!. O musical teve a maior audiência do canal NBC em quatro anos, sendo visto por 18,5 milhões de pessoas e marcando 4.6 pontos de audiência. O número é o maior desde o final da série Plantão Médico em 2009, e a melhor noite de quinta desde o fim da série Frasier, em 2004.
Em março de 2015, Underwood lançou sua linha de roupas CALIA by Carrie, em parceria com a rede de roupas Dick's Sporting Goods. Desenhadas por Underwood, as roupas são voltadas para o público feminino, para uso casual ou prática de esportes.

## Vida pessoal
Underwood é cristã evangélica. 
Em agosto de 2007, começou a namorar Chace Crawford, ator da série de TV Gossip Girl. A revista People várias vezes publicou fotos dos dois andando pelas ruas. Porém, o namoro chegou ao fim no inverno de 2008.
Durante um de seus shows no final de 2008, conheceu o jogador canadense de hockey, Mike Fisher, com quem começou a namorar. Em dezembro de 2009, Carrie ficou noiva de Mike. No dia 10 de julho de 2010, eles se casaram no hotel Ritz Carlton Resort, na Georgia, Estados Unidos. O casamento foi avaliado em $500 mil dólares. Mais de 250 pessoas estiveram presente, entre elas vários artistas, como Nicole Kidman, Keith Urban, Faith Hill, Tim McGraw e os jurados do American Idol Simon Cowell, Paula Abdul e Randy Jackson. As fotos oficiais do casamento ficaram por conta da revista People, que pagou $2 milhões de dólares para fazer as fotos. O casal doou o cachê à caridade. No dia seguinte ao casamento, o casal foi passar a Lua de Mel em Bora Bora e no Taiti, durante 10 dias.
No dia 1º de setembro de 2014, Carrie anuncionou que estava grávida do primeiro filho com seu marido, Mike. O casal anunciou a notícia no Twitter, com Carrie publicando uma foto em que ela posava com os cachorros do casal usando camisetas, uma delas dizendo "Eu serei irmã mais velha" e a outra, "Eu vou ser irmão mais velho". No dia 27 de fevereiro de 2015, a cantora deu à luz seu primeiro filho, que recebeu o nome de Isaiah Michael.
Em 2 de janeiro de 2018, Carrie revelou que, em novembro de 2017, sofreu um acidente ao cair nas escadas de sua casa, tendo que levar 50 pontos em seu rosto.
Em 8 de agosto de 2018, Carrie contou em suas redes sociais que estava esperando seu segundo filho, um menino. Em uma entrevista na CBS News Sunday Morning, no dia 16 de setembro de 2018, Underwood revelou que sofreu três abortos espontâneos em um ano. No dia 21 de janeiro de 2019, Carrie deu à luz seu segundo filho, que recebeu o nome de Jacob Bryan.

## Discografia

### Álbuns de estúdio
- Some Hearts (2005)
- Carnival Ride (2007)
- Play On (2009)
- Blown Away (2012)
- Storyteller (2015)
- Cry Pretty (2018)
- Denim & Rhinestones (2022)

## Turnês
- 2005: American Idols LIVE! Tour 2005
- 2006: Carrie Underwood: Live 2006
- 2008: Love, Pain and the Whole Crazy Carnival Ride Tour (com Keith Urban)
- 2008: Carnival Ride Tour
- 2010–11: Play On Tour
- 2012–13: Blown Away Tour
- 2016: Storyteller Tour: Stories in the Round
- 2019: Cry Pretty Tour

## Filmografia
| Ano           | Título                                         | Papel                      | Notas                     |
| ------------- | ---------------------------------------------- | -------------------------- | ------------------------- |
| 2005          | American Idol                                  | Ela mesma (caloura)        | Vencedora da 4ª temporada |
| 2007-2008     | Saturday Night Live                            | Convidada musical          |                           |
| 2008–presente | Country Music Association (CMA) Awards         | Ela mesma/Co-apresentadora |                           |
| 2009          | Carrie Underwood: An All-Star Holiday Special  | Ela mesma                  |                           |
| 2010          | How I Met Your Mother                          | Tiffany                    | Episódio: "Hooked"        |
| 2010          | Vila Sésamo                                    | Carrie Underworm           |                           |
| 2010          | The Buried Life                                | Ela mesma                  |                           |
| 2010          | Extreme Makeover: Home Edition                 | Ela mesma                  |                           |
| 2011          | Blue Bloods                                    | Ela mesma                  |                           |
| 2011          | Soul Surfer - Coragem de Viver                 | Sarah Hill                 | Estreia no cinema         |
| 2012          | Zendaya: Behind the Scenes                     | Ela mesma                  | Documentário              |
| 2012          | CMT Crossroads (com Steven Tyler do Aerosmith) | Ela mesma                  |                           |
| 2013          | A Noviça Rebelde Ao Vivo!                      | Maria Rainir/von Trapp     | Produção original da NBC  |
| 2014          | Nashville                                      | Ela mesma                  |                           |